# Khiam
Pour les articles homonymes, voir Khiam (homonymie).
Khiam ou Al-Khiyam (arabe: الخيام) est un village situé au sud du Liban, dans le gouvernorat de Nabatieh, au sud de Marjeyoun et à 5 km au nord de la frontière israélienne. Il est célèbre en raison de la prison qui y est située, transformée par les Israéliens en centre de détention dans lequel des personnes soupçonnées d'être hostiles à Israël étaient incarcérés sans jugement, entre 1985 et 2000. La prison a été transformée en musée en 2000. L'aviation israélienne a détruit le musée lors de sa campagne de bombardements en 2006. Le site est devenu un lieu de mémoire important au Liban.

## Situation
La municipalité se situe à une distance d'environ 100 kilomètres (62.14 mi) de Beyrouth la capitale du pays Liban. Elle s'élève à une altitude de 695 mètres (1)(2 280,295 ft - 760.052 yd) du niveau de la mer et s'étend sur une surface de 2 219 hectares (22,19 km2 - 8,565 34 mi2).
Des combats opposent à proximité du village l'armée israélienne au Hezbollah lors de l'invasion israélienne du Liban. Les troupes israéliennes échouent à s'en emparer.

## La prison de Khiam

### Histoire
Construit par les Français pendant le mandat incluant la Syrie, le fort de Khiam est transformé en une base de l'armée libanaise, avant d'être occupé par les Israéliens  puis par leurs supplétifs libanais, l'Armée du Sud-Liban. Des documents déclassifiés en 2022 montrent la forte implication de l'armée israélienne et du Service de sécurité intérieure israélien dans les traitements inhumains dont de nombreux prisonniers ont été victimes.

### Pendant l'occupation israélienne
Les Israéliens transforment le fort en une prison clandestine et un centre de torture sous le commandement des officiers de l'Armée du Liban Sud. De 1985 à 2000, plusieurs milliers de prisonniers libanais et réfugiés palestiniens, dont des mineurs âgés de 12 à 16 ans, ont été détenus dans la prison sans jugement. L'insistance du CICR a permis en 1995 de visiter les détenus d'une des prisons donnant le plus à l'époque lieu à des maltraitances.
Plusieurs associations de défense des droits de l'homme considèrent Israël responsable de l'existence et du fonctionnement de cette prison. L'État d'Israël a toujours nié toute implication[citation nécessaire], en dépit des témoignages d'anciens détenus qui ont pu apercevoir des officiers ou fonctionnaires israéliens dans la prison,
En mai 2000, avec le départ précipité de l'armée israélienne et de ses collaborateurs de l'Armée du Liban Sud, les gardiens de la prison ont pris la fuite vers Israël et la population a libéré les 145 derniers prisonniers. Cet épisode n'a d'ailleurs pas entraîné de chasse aux sorcières, les anciens geôliers étant « pardonnés » après s'être volontairement rendus à la mosquée de Khiam sur l'appel des autorités chiites.

### Transformation en lieu de mémoire en 2000
Dès le départ de l'armée israélienne du Liban en 2000, des associations comme le «Khiam Rehabilitation Center» ont appelé à instituer l'ancienne prison en « lieu de mémoire ».
En mars 2000 un film documentaire intitulé Khiam y a été tourné par Joana Hadjithomas et Khalil Joreige et projeté en 2001.
Le Hezbollah contrôle alors la transformation de la prison en musée, dès 2000, en pratiquant, selon les chercheuses Zara Fournier et Marie Bonté, une récupération du lieu à son profit . Nombre d'anciens prisonniers anti-israéliens n'avaient aucun rapport avec la résistance islamique, parmi lesquels les prisonniers communistes ; or le Hezbollah a exclu des « initiatives de mise en mémoire portées par d'anciens prisonniers » qui ne venaient pas de ses rangs .

### Évènements de 2006
En juillet et août 2006, Khiam, fief symbolique et tactique de la milice Hezbollah, a de nouveau connu la violence. Le village a fait à plusieurs reprises l'objet du ciblage de l'aviation et de l'artillerie israélienne en raison des positions Hezbollah qui s'y trouvaient.
Le 25 juillet, après des tirs d'artillerie les jours précédents, une bombe guidée par un chasseur israélien a eu raison des murs du bunker où avaient trouvé refuge les quatre bérets bleus de la « Patrol Base » de Khiam, l'un des quatre postes d'observation des observateurs de l'ONU (United Nations Truce Supervision Organisation). Une controverse s'est développée concernant le ciblage, volontaire ou non, des bérets bleus qui ont sans doute payé la proximité de leur base avec des cibles. Israël a regretté, au cours de l'enquête menée par l'ONU, une « erreur au niveau opérationnel ».
Un mémorial a été élevé à Khiam en mémoire des quatre observateurs (autrichien, canadien, chinois et finlandais).
La prison a aujourd'hui disparu. Il ne reste qu'un tas de gravats laissés par les bombardements israéliens pendant la « guerre de 34 jours » entre Israël et le Liban en 2006.

### Témoignages
En 2000, Souha Bechara militante communiste libanaise anti-israélienne, qui y a été détenue dix ans, publie un livre de témoignage sur son incarcération (Résistante. Une vie pour le Liban, co-écrit avec Gilles Paris), suivi d'un deuxième en 2014 (La Fenêtre, camp de Khiam, co-écrit avec Cosette Ibrahim). Elle est devenue une « icône de la résistance » selon Le Monde.

## Établissements scolaires
| Établissements scolaires                          | Khiam (2005-2006) | Liban (2005-2006) |
| ------------------------------------------------- | ----------------- | ----------------- |
| Nombre d'établissements scolaires                 | 9                 | 2788              |
| Établissements scolaires publics                  | 6                 | 1763              |
| Établissements scolaires privés                   | 3                 | 1025              |
| Élèves scolarisés dans les établissements publics | 387               | 439905            |
| Élèves scolarisés dans les établissements privés  | 501               | 471409            |